# Ivan Marušinec
Ivan Marušinec (* 24. října 1944) byl slovenský a československý politik Komunistické strany Slovenska a poslanec Sněmovny národů Federálního shromáždění na konci normalizace.

## Biografie
V červnu 1989 nastoupil za KSS do slovenské části Sněmovny národů (volební obvod č. 118 – Ilava, Středoslovenský kraj). Byl zvolen v doplňovacích volbách do FS, které probíhaly v několika uvolněných obvodech v dubnu 1989 a to poprvé během komunistické vlády v systému, kdy o jedno poslanecké křeslo soutěžilo v některých obvodech (včetně tohoto) vícero kandidátů. Šlo o projev mírných politických změn, které přinesla perestrojka. Profesně se uvádí jako strojní zámečník ze ZTS Dubnica nad Váhom.
Ve Federálním shromáždění setrval do konce funkčního období, tedy do svobodných voleb roku 1990. Netýkal se ho proces kooptací do Federálního shromáždění po sametové revoluci.